# Pasquale Plastino
Pasquale Plastino (Rionero in Vulture, 1959) è uno sceneggiatore e regista teatrale italiano, noto principalmente per la sua collaborazione con Carlo Verdone.

## Biografia
Nato a Rionero in Vulture, in provincia di Potenza, da una famiglia borghese, è laureato in Lingue e Letterature straniere moderne ed ha frequentato il corso di regia presso il Piccolo Teatro di Milano. Ha iniziato la carriera come assistente alla regia con Antoine Vitez e Ariane Mnouchkine.
Ha esordito come regista teatrale nel 1981, mettendo in scena vari spettacoli ispirati alle opere di Peter Handke, Samuel Beckett, Arthur Schnitzler, August Strindberg, Eugène Ionesco, Italo Calvino, Pier Paolo Pasolini. Dal 1992, inizia a lavorare nel cinema come aiuto regista di Carlo Verdone, conosciuto grazie all'amica Francesca Marciano, sceneggiatrice che con l'attore romano stava scrivendo Maledetto il giorno che ti ho incontrato.
Si è instaurato subito un ottimo rapporto professionale e l'attore romano lo ha ingaggiato come aiuto regista nel film Al lupo al lupo. Da quel momento, Plastino riveste anche il ruolo di sceneggiatore in numerosi film di Verdone. Ha collaborato anche con Bernardo Bertolucci nella pellicola Io ballo da sola come secondo aiuto regia e alla realizzazione del documentario Pier Paolo Pasolini e la ragione di un sogno, diretto da Laura Betti e Paolo Costella.
Nell'aprile 2020, insieme al compositore e musicista Bruno Moretti, è stato intervistato, per argomentare quanto il digitale e i social possano essere ancora degli strumenti interessanti per quanto riguarda la promozione e divulgazione delle rappresentazioni teatrali. 

## Filmografia

### Aiuto regista
- Al lupo, al lupo, regia di Carlo Verdone (1992)
- Perdiamoci di vista, regia di Carlo Verdone (1994)
- Io ballo da sola, regia di Bernardo Bertolucci (1996)

### Sceneggiatore
- Sono pazzo di Iris Blond, regia di Carlo Verdone  (1996)
- Gallo cedrone, regia di Carlo Verdone (1998)
- C'era un cinese in coma, regia di Carlo Verdone (2000)
- Pier Paolo Pasolini e la ragione di un sogno, regia di Laura Betti e Paolo Costella (2002) - documentario
- Ma che colpa abbiamo noi, regia di Carlo Verdone (2003)
- L'amore è eterno finché dura, regia di Carlo Verdone (2004)
- La cura del gorilla, regia di Carlo Arturo Sigon (2006)
- Il mio miglior nemico, regia di Carlo Verdone (2006)
- Grande, grosso e... Verdone, regia di Carlo Verdone (2008)
- Io, loro e Lara, regia di Carlo Verdone (2010)
- Posti in piedi in paradiso, regia di Carlo Verdone (2012)
- Ci vuole un gran fisico, regia di Sophie Chiarello (2013)
- Sotto una buona stella, regia di Carlo Verdone (2014)
- Il ricco, il povero e il maggiordomo, regia di Aldo, Giovanni e Giacomo e Morgan Bertacca (2014)
- L'abbiamo fatta grossa, regia di Carlo Verdone (2016)
- Garden of Stars, regia di Pasquale Plastino e Stephane Riethauser (2016) - documentario
- Si vive una volta sola, regia di Carlo Verdone (2021)
- Vita da Carlo, regia di Carlo Verdone e Arnaldo Catinari - serie Amazon Video (2021)

### Regista
- Garden of Stars (2016) - documentario